# Medetera spinulata
Medetera spinulata är en tvåvingeart som beskrevs av Octave Parent 1931. Medetera spinulata ingår i släktet Medetera och familjen styltflugor.
Artens utbredningsområde är Peru. Inga underarter finns listade i Catalogue of Life.